# Bareback ou la Guerre des sens
Pour plus de détails, voir Fiche technique et Distribution.
Bareback ou la Guerre des sens est un film français de Paul Vecchiali sorti en 2005. Ce film est dédié à Jean-Claude Guiguet et Jean-Claude Biette.

## Synopsis
Un cinéphile rencontre sur une plage de Ramatuelle son cinéaste favori. Il le convainc de tourner l'histoire d'amour douloureuse qu'il vient juste de vivre, mais le cinéaste ne termine jamais le projet, trouvant que la fin n'est pas assez bonne.

## Fiche technique
- Titre : Bareback ou la Guerre des sens
- Réalisation, costumes, décors, montage : Paul Vecchiali
- Scénario et dialogues : Paul Vecchiali avec la collaboration d'Yves Réjasse
- Assistant à la réalisation : Éric Rozier
- Chef opérateur : Philippe Bottiglione
- Montage : Paul Vecchiali et Emmanuel Broche
- Son : Jean-François Chevalier
- Musique : Patrice Faure
- Mixage : Julien Ngo-Trong
- Production : Patrick Maurin
- Société de production : Antiprod
- Pays :  France
- Langue : français
- Format : couleur - Digital Video - son stéréo
- Durée : 79 minutes

## Distribution
- Yves Réjasse : Charles Derlincourt
- Paul Vecchiali : Patrick Séraud, le cinéaste
- Frédéric Norbert : Ferdinand
- Mehdi Hachemi : le dragueur de la pinède
- Sidney Ferreira : Lucien
- Serge Feuillard : le maton
- Béatrice Bruno : la visiteuse de prison